# Миронов, Сергей Александрович
Сергей Александрович Миро́нов (13 мая 1910, Саратов — 1998, Москва) — советский и российский лингвист, специалист в области нидерландистики и немецкой диалектологии.

## Биография
Родился в семье художников. Знакомство с будущей профессией состоялось уже в детстве, проведенном в Азербайджане в среде швабских колонистов.
Германистическое образование С. А. Миронов получил в Ленинградском университете, где был учеником В. М. Жирмунского. Под его руководством подготовил диссертацию о развитии аналитизма в системе склонения немецких диалектов, материал для которой был собран среди немцев Поволжья в 1936-37 г.
В 1940 г., защитив диссертацию, начал преподавательскую деятельность в Горьковском (Нижегородском) государственном педагогическом институте.
В годы войны работал в качестве переводчика, в том числе в службе разведки при штабе 13 Армии, где ему удалось сделать важный вклад в победу в Курско-Белгородской операции 1943 года[уточнить].
В 1945—1953 гг. возглавил нидерландистику в Военном институте иностранных языков в Москве, а в 1955 вернулся к исследовательской работе, став научным сотрудником сектора германских языков Института языкознания Академии наук СССР.
На эти годы пришлось становление нидерландистики в Москве. В 1956—1957 гг. С. А. Миронов начал вести занятия в МГУ по нидерландскому языку как второму. В 1963 году на кафедре германской филологии была открыта специализация по нидерландскому языку как основному благодаря подвижнической деятельности С. А. Миронова. В течение многих лет, не оставляя научной работы в Институте языкознания, Сергей Александрович вёл практические занятия, читал лекции по истории и теории нидерландского языка, спецкурсы по диалектологии, национальным особенностям языка Нидерландов и Бельгии, а также языка африкаанс.

## Труды
С. А. Миронов был автором первого отечественного учебника по нидерландскому языку («Голландский язык» 1951 г., в соавторстве с Л. С. Шечковой), а в 1954 г. под его руководством (при участии Г.Лукина и Ж.Пиро) создан первый «Голландско-русский словарь» (переиздан в 1957 г.).
Основные труды:
- Миронов С. А. Нидерландский (голландский) язык. Грамматический очерк, литературные тексты с комментарием и словарем. Изд-во Московского университета, 1965 (2-е перераб. изд.: Калуга, 2001)
- Миронов С. А. Морфология имени в нидерландском языке. М., 1967.
- Миронов С. А. Становление литературной нормы современного нидерландского языка. М., 1973.
- Миронов С. А. История нидерландского литературного языка (IX—XVI вв.). М., 1986.
- Миронов С. А., А. Л. Зеленецкий и др. Историческая грамматика нидерландского языка. Кн. 1-2. М.: Эдиториал УРСС, 2000.
- Миронов С. А., А. Л. Зеленецкий, Н. В. Иванова. Нидерландский язык. // Языки мира: Германские языки. Кельтские языки. — М., 2000.
- Миронов С. А. Африкаанс язык. // Языки мира: Германские языки. Кельтские языки. — М., 2000.
- Новый нидерландско-русский и русско-нидерландский словарь [= Woordenboek nederlands-russisch & russisch-nederlands]. Т. Н. Дренясова, С. А. Миронов, Л. С. Шечкова (издания разных лет).
- Большой нидерландско-русский словарь. С. А. Миронов, В. О. Белоусов, Л. С. Шечкова. — М.: Живой язык, 2002.

Автор статей «Африкаанс» и «Нидерландский язык» в издании «Лингвистический энциклопедический словарь», под ред. В. Н. Ярцева.— М.: «Советская энциклопедия», 1990